# Länsgreve
Länsgreve är den högsta adelstiteln i Danmark. Titeln blev införd 1671 och erhölls genom en förläning av ett grevskap från den danska kungen. Titeln greve är i Danmark enbart en hederstitel och har lägre rang än länsgreve. När grevskapet inlöstes kunde ättlingarna fortsätta att kalla sig länsgrevar i två generationer.